# Carlo Belgrado

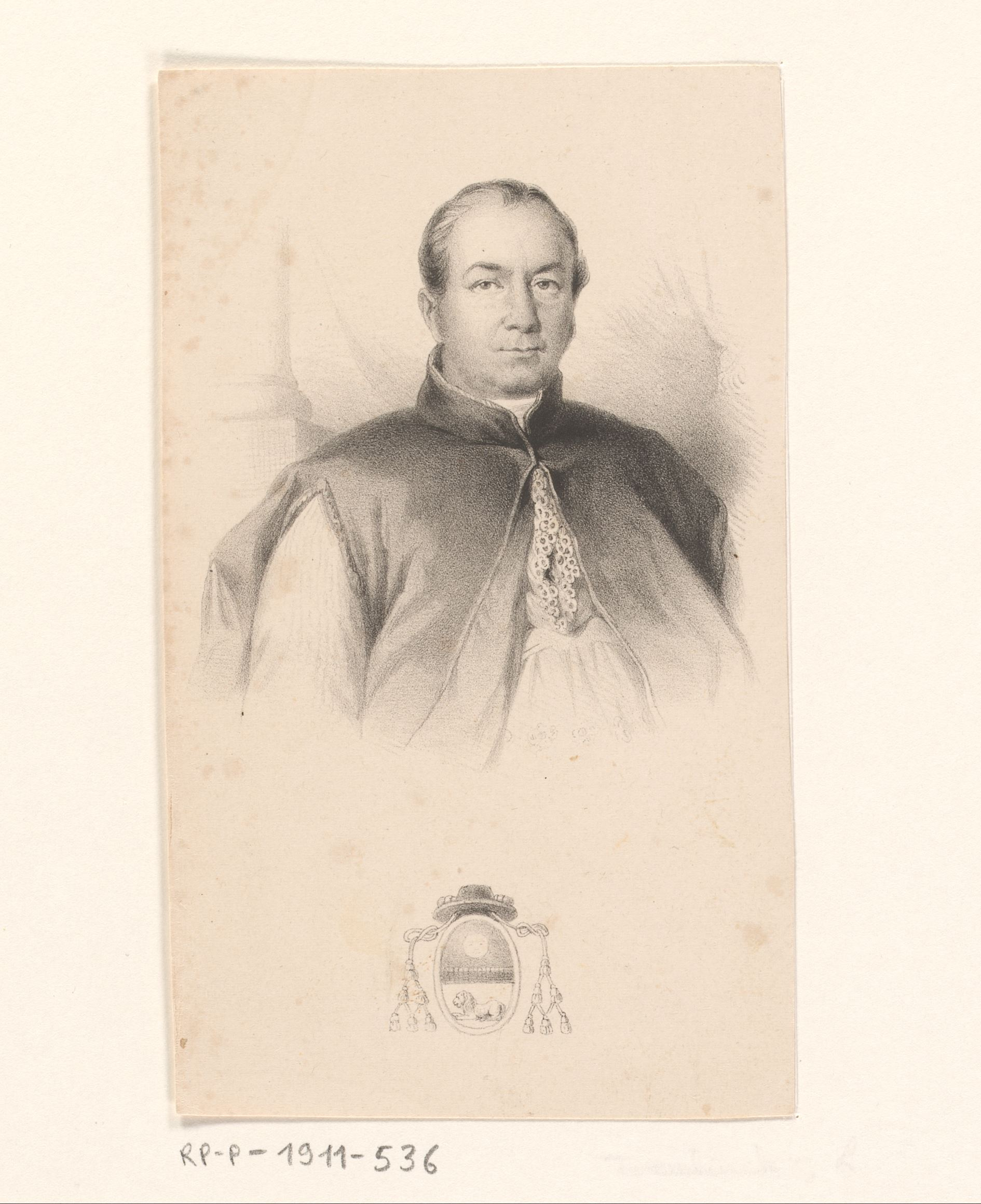
Carlo Graf Belgrado als Kurienprälat (zw. 1843 und 1855)

Carlo Belgrado (* 2. Mai 1809 in Udine; † 18. Februar 1866 in Rom) war ein italienischer Bischof und Lateinischer Patriarch von Antiochia.

## Leben
Als Sohn des Grafen Alfonso Belgrado gehörte er einer friaulischen Adelsfamilie an. Carlo Belgrado empfing am 6. November 1831 das Sakrament der Priesterweihe. Im Alter von 34 Jahren trat er in den Dienst der Kurie und wurde am 12. August 1843 Päpstlicher Hausprälat. Gregor XVI. ernannte ihn am 25. Januar 1844 zum Apostolischen Delegaten in Benevent und am 15. Januar 1845 zum Delegaten in Perugia. Am 27. September 1844 wurde er Apostolischer Protonotar. Papst Pius IX. ernannte ihn am 21. Dezember 1846 zum Kleriker der Apostolischen Kammer, am 8. Juli 1847 zum außerordentlichen Delegaten in Fermo und am 12. Februar 1848 zum Internuntius und Apostolischen Delegaten in Den Haag, diese Mission endete am 1. November 1855.
Bereits am 28. September 1855 war Carlo Belgrado zum Bischof von Ascoli ernannt worden. Die Bischofsweihe spendete ihm am 20. Januar 1856 in der römischen Kirche Santa Maria in Vallicella Kardinal Fabio Maria Asquini; Mitkonsekratoren waren die Bischöfe Fidèle Sutter OFMCap, Apostolischer Vikar von Tunis, und Giuseppe Cardoni, Präsident der Akademie für den kirchlichen Adel. Am 25. Januar 1860 verzichtete Carlo Belgrado auf den Bischofssitz von Ascoli und ging nach Rom zurück, wo Papst Pius IX. ihn am 21. Mai 1862 zum Lateinischen Patriarchen von Antiochia erhob und ihn zum Konsultor der Ritenkongregation ernannte. Am 7. September desselben Jahres wurde Carlo Belgrado Vikar der Vatikanbasilika und am 22. Februar 1865 Kanoniker von St. Peter.